# لاكتيتول
لاكتيتول (Lactitol)هو كحول سكري و ملين. يستخدم كملين لعلاج الإمساك المزمن غير المعروف السبب. ويؤخذ عن طريق الفم. كما يستعمل كبديل للمحليات في الأطعمة منخفضة السعرات الحرارية.
تشمل الآثار الجانبية الشائعة لهذا العقار على: غازات الأمعاء والإسهال و انتفاخ البطن وارتفاع ضغط الدم. إنه ملين تناضحي ويعمل عن طريق سحب الماء إلى الأمعاء الدقيقة. يحتوي على حوالي 30-40% من حلاوة السكروز.
تم وصفه لأول مرة في عام 1920 بواسطة Senderens. تمت الموافقة عليه للاستخدام الطبي في الولايات المتحدة في عام 2020. ومن المعترف به عمومًا أنه آمن في الولايات المتحدة ومسموح به كمحلي في أوروبا. تم بيعه تجاريًا بحوالي 2.5 دولارًا أمريكيًا للكيلوغرام في عام 2009. ويتم تصنيعه من اللاكتوز.